# Opopaea gabon
Espèce
Opopaea gabon est une espèce d'araignées aranéomorphes de la famille des Oonopidae.

## Distribution
Cette espèce est endémique du Gabon.

## Description
La femelle holotype mesure 2,08 mm.

## Étymologie
Son nom d'espèce lui a été donné en référence au lieu de sa découverte, le Gabon.

## Publication originale
- Saaristo & Marusik, 2008 : A survey of African Opopaea Simon, 1891 (Arachnida, Aranei, Oonopidae). Arthropoda Selecta, vol. 17, no 1/2, p. 17-53 (texte intégral).